# Aeropuerto de Bost
El aeropuerto de Bost (códigos IATA:BST, ICAO:OABT), también conocido como Aeródromo de Laškar Gāh, está situado en la orilla oriental del río Helmand y al sur de la ciudad de Lashkar Gah. Kandahar, ciudad de cierta importancia, está 120 kilómetros al oeste del aeropuerto.

## Características
Tiene una pista de 2 kilómetros de longitud con dirección norte-sur construida a base de grava. El aeropuerto carece de pistas de rodadura y terminal de pasajeros. Por lo general, las condiciones meteorológicas son aptas para las operaciones aéreas, pero ocasionalmente puede verse afectado por tormentas de polvo.